# Léčebná pedagogika
Léčebná pedagogika označovaná také jako terapeutická pedagogika nebo pedagogická terapie je obor, který se zabývá výchovou, vzděláváním, diagnostikou a terapií jedinců, jejichž situace je natolik ztížena nepříznivými okolnostmi (výchovnými, sociálními, zdravotními apod.), že nemohou vést věku přiměřený způsob života a nemohou se uplatnit adekvátně svým schopnostem. Potenciálním subjektem zájmu léčebné pedagogiky se tedy za jistých okolností může stát každý jednotlivec, který sám sebe takto vnímá, nebo jehož za takového považuje jeho okolí.
V praxi se léčebná pedagogika zaměřuje na rozvíjení kompetence klienta žít svůj život a řešit své problémy. Využívá pohyb, zaměstnání, hru, tvůrčí, individuální, skupinové a komunitní aktivity (např. arteterapie, muzikoterapie, psychomotorická terapie, dramatoterapie, biblioterapie, ergoterapie, terapie hrou, rodinné terapie, fototerapie). Léčebná pedagogika vychází z pochopení jedinečné situace člověka a hledá prostor pro jeho uplatnění zejména tehdy, pokud se v daných sociokulturních podmínkách nevyvinul přiměřeně věku, pokud pro své postižení nebo onemocnění není schopen vést přiměřený způsob života, nebo pokud se cítí být ze společnosti vyčleněný.
Obor je široce zaměřen jak z hlediska věku, tak i z hlediska možného hendikepu klienta. Úkolem léčebného pedagoga je podporovat člověka při přebírání odpovědnosti za svůj život, přičemž ho respektuje jako autonomní, seberegulující bytost.
V České republice je léčebná pedagogika vnímána jako součást speciální pedagogiky. V evropských zemích a USA jde obvykle o samostatný obor.